# Liste der Kulturgüter in Ursy
Die Liste der Kulturgüter in Ursy enthält alle Objekte in der Gemeinde Ursy im Kanton Freiburg, die gemäss der Haager Konvention zum Schutz von Kulturgut bei bewaffneten Konflikten, dem Bundesgesetz vom 20. Juni 2014 über den Schutz der Kulturgüter bei bewaffneten Konflikten sowie der Verordnung vom 29. Oktober 2014 über den Schutz der Kulturgüter bei bewaffneten Konflikten unter Schutz stehen.
Objekte der Kategorien A und B sind vollständig in der Liste enthalten, Objekte der Kategorie C fehlen zurzeit (Stand: 1. Januar 2023).

## Kulturgüter
| Foto |                                                                            | Objekt                                                                      | Kat. | Typ | Standort                                 | Beschreibung |
| ---- | -------------------------------------------------------------------------- | --------------------------------------------------------------------------- | ---- | --- | ---------------------------------------- | ------------ |
| ja   | Datei hochladen · Wikidata zu Bauernhaus von Jacques Dénervaud (Q29479251) | Bauernhaus de Jacques Dénervaud / Ferme de Jacques Dénervaud KGS-Nr.: 09999 | A    | G   | Mossel, Route d’Invau 51 556284 / 162832 |              |
| ja   | Datei hochladen · Wikidata zu Pfarrkirche Saint-Maurice (Q29698546)        | Pfarrkirche Saint-Maurice / Église paroissiale Saint-Maurice KGS-Nr.: 02317 | B    | G   | Rue de l’Eglise 11 553711 / 165098       |              |